# Skvattram (musikgrupp)
Skvattram var en svensk folkmusikgrupp som bildades 1979.
Skvattram bestod av  medlemmarna Siw Burman (fiol, sång, percussion), K Gunnar A Karlsson (fiol, dragspel, orgel och gitarr), Åke Stenlund (sång, congas, bodhrán) och Mats Sönnfors (bas, gitarr, sång). Burman och Karlsson hade tidigare varit medlemmar i Burträskar'a och Stenlund och Sönnfors i Opponer. Senare tillkom även Sune Thand (gitarr). Skvattram gav ut albumen Claras Café. Skvattram spelar egna och västerbottniska visor och låtar (1982, Kung Karls Spira KKS 821) och Slatta fra Wästerbottn (1986, Kung Karls Spira KKS 861).